# Simpatomimètic
Els simpatomimètics són fàrmacs que mimetitzen els efectes de substàncies transmissores del sistema nerviós simpàtic com les catecolamines, epinefrina (adrenalina), norepinefrina (noradrenalina), dopamina, etc. Aquestes drogues es fan servir per al tractament de la parada cardíaca i la baixa pressió de la sang, o fins i tot per a retardar el naixement prematur, entre altres utilitats.
Aquestes drogues actuen al terminal simpàtic postgangliònic, ja sia dírectament activant el receptor postsinàptic, bloquejant el trencament o recaptació, o estimulant la producció i alliberament de catecolamines.

## Tipus[calcitació]
Medicaments del Sistema Nerviós Autònom: Central o Perifèric:
1. Simpàtic: Neurotransmissor andrenèrgic: Adrenalina: Actua receptors de tot el cos. Controla diferents funcions:
- Simpaticomimètrics: Activen o estimulen l'Adrenèrgic/ Simpàtic.
- Simpaticolítics: Inhibeixen el Simpàtic: Blocadors Adrenèrgics.

- Receptors: Fibra cardíaca, Vasos sanguinis, Fibra bronquial, Fibra uterina, Pupil·la, Metabolisme de glúcids i lípids.

2. Parasimpàtic: Receptor: Acetilcolina: controla diferents funcions.
- Parasimpaticomimètrics: Activen el Parasimpàtic.
- Parasimpaticolítics: Inhibeixen el Parasimpàtic: Anticolinèrgics.

- Receptors: Fibra cardíaca, Vasos sanguinis, Fibra bronquial, Sistema Digestiu, Bufeta urinària, Secreccions hormonals i pupil·la.

## Exemples
- efedrina (que es troba en plantes del gènere Ephedra)
- pseudoefedrina (també en les Ephedra)
- amfetamina
- metamfetamina
- metilfenidate (Ritalin)
- lisdexamfetamina (Vyvanse)
- cocaïna (en la planta Erythroxylum coca, coca)
- catinona (en Catha edulis, khat)
- catina (també en C. edulis)